# Hôtel du Mont-Joly
Het Hôtel du Mont-Joly is een voormalig hotel en historisch bouwwerk in de Franse gemeente Saint-Gervais-les-Bains in het departement Haute-Savoie. Het hotel werd begin 20e eeuw in drie delen gebouwd in het centrum van Saint-Gervais-les-Bains en was het eerste luxehotel in het stadje, en een teken van het groeiende thermale en alpiene toerisme in dit deel van de Alpen rond de eeuwwisseling. Het combineert elementen van neoclassicisme, eclectische neo-industriële architectuur en art nouveau. Het werd vernoemd naar de gelijknamige berg ten zuiden van Saint-Gervais. In 1947 werd het hotel verkocht en werden de kamers omgebouwd tot appartementen. Sinds 1997 is het Hôtel du Mont-Joly ingeschreven op de lijst met monuments historiques en verder is het erkend als Patrimoine du XXe siècle.